# Mallardviaduct
Het Mallardviaduct of Sloelijnviaduct is een viaduct voor goederenvervoer per spoor (Nieuwe Sloelijn) over de autosnelweg A58 en de Postweg (N665). Het is gebouwd in 2007 en 2008 en ligt in het buitengebied van de gemeente Goes tussen Lewedorp en Arnemuiden.
De viaduct is zo genoemd omdat daar in 1944 de Operatie Mallard werd uitgevoerd om Walcheren te bevrijden van de Duitse bezetters in de Tweede Wereldoorlog. Walcheren was toen gescheiden van Noord-Beveland en verbonden door de Sloedam met Zuid-Beveland.

## Naamgeving
ProRail schreef begin januari 2008 een prijsvraag uit om een nieuwe naam te verzinnen voor het Sloelijnviaduct. Uiteindelijk, na ongeveer 400 reacties, werd op 11 maart 2008 door de gelegenheidscommissie unaniem besloten dat het viaduct Mallardviaduct wordt genoemd. De commissieleden vonden het belangrijk dat de naam een link heeft met het historisch karakter van de plek. Daarnaast verwijst het woord naar het Engelse woord voor 'wilde eend', dat refereert aan de landelijke ligging van het viaduct en het gebied als verblijfplaats voor de wilde eend.

## Gedenkplaats
Vanwege de bouw van het Mallardviaduct moesten twee monumenten worden verplaatst die herinnerden aan de militairen die gevallen zijn tijdens de slag om de Sloedam. Ook wordt ieder jaar een wandeltocht gehouden.

## Trivia
- Het Mallardviaduct wordt onder andere gebruikt voor transport van kernafval uit de kernenergiecentrale Borssele in Borssele. Het afval gaat dan naar Frankrijk en moet dus over het viaduct.